# Église Saint-Vit de Puycalvel
L'église Saint-Vit de Puycalvel est une église catholique située à Lamothe-Cassel, en France.

## Localisation
L'église est située dans le département français du Lot dans le village de Puycalvel, sur le territoire de la commune de Lamothe-Cassel.

## Historique
L'église est placée sous l'invocation de saint Vit, probablement saint Avit. 
Le portail en plein cintre à double ressaut doit dater du XIIe siècle. Cependant il est impossible de préciser quelles sont les parties les plus anciennes de l'église. Le chevet n'est probablement pas antérieur au XIIIe siècle.
Le déversement vers le nord de l'arc triomphal semble montrer que l'édifice a connu très tôt des désordres. Il est probablement sorti de la guerre de Cent Ans en mauvais état.
En 1485, Sébélie de Lagarde demande à son mari Jean de Gauléjac, seigneur de Puycalvel, d'édifier une chapelle attenante à l'église. Elle prévoit d'en confier la construction au maçon dit Tranqua sel, de la Mostonie (dans la commune de Frayssinet-le-Gélat), qui doit la réaliser conformément au plan contenu par le prix-fait établi par Bertrand Bodet, vicaire de Puycalvel. Cette demande doit correspondre à la chapelle de deux travées qui forme le bas-côté nord de l'église. Une chapelle est construite au sud à la même époque d'après le profil des nervures.
L'édifice a été inscrit au titre des monuments historiques le 28 juin 1927.

## Description
L'église comporte deux nefs accolées, un chevet de plan barlong, et une chapelle accolée au sud. Un clocher-mur a été élevé au-dessus de l'arc triomphal, entre le chevet et la nef. Le chœur est couvert d'une voûte en berceau plein cintre.
Le portail en plein cintre à double ressaut s'ouvre au sud sous un porche dont la couverture est commune avec la chapelle sud.